# آن‌ها در حال تماشا هستند
آن‌ها در حال تماشا هستند (انگلیسی: They're Watching) یک فیلم ترسناک، کمدی آمریکایی به کارگردانی و نویسندگی جی لندر و میکا رایت است. از جمله بازیگران این فیلم می‌توان به بریجید برنا، دیوید آلپی، کریس لمچه و دیمیتری دیاتچنکو اشاره‌کرد.

## داستان
هنگامی که یه برنامه آمریکایی برای ایجاد خانه‌ای ایده‌آل از تلویزیون پخش می‌شود، یک روستای دورافتاده در شرق اروپا را نشان می‌دهد، جوانانی که بدون فکر به اینکه دنیایی بدون وای-فای رایگان تنها مشکل آن هاست اما بعد از فیلمبرداری خود را در بین روستاییان خرافاتی پیدا می‌کنند، این وضعیت به طول می‌انجامد و به قتل و خونریزی کشیده می‌شود و…

## بازیگران
- بریجید برنا در نقش بکی وستلیک
- دیوید آلپی در نقش گرگ البرناثی
- کریس لمکی در نقش الکس تورینی
- کری گنزل در نقش کیت بانک
- دیمیتری دیاتچنکو در نقش ولادیمیر فیلات